# Saint-Martin-d'Ollières
 (février 2017).
Si vous disposez d'ouvrages ou d'articles de référence ou si vous connaissez des sites web de qualité traitant du thème abordé ici, merci de compléter l'article en donnant les références utiles à sa vérifiabilité et en les liant à la section « Notes et références ».
Pour les articles homonymes, voir Saint-Martin et Ollières (homonymie).
Saint-Martin-d'Ollières est une commune française, située dans le département du Puy-de-Dôme en région Auvergne-Rhône-Alpes.

## Géographie

### Localisation
La commune de Saint-Martin-d'Ollières est située dans les premiers contreforts du Livradois, à la frontière du Puy-de-Dôme et de la Haute-Loire, à 35 km au sud-est d'Issoire, à 30 km au nord-est de Brioude et à 35 km à l'ouest de La Chaise-Dieu.

#### Hameaux et lieux-dits
- Auliat
- le Charial
- Estroupiat
- Riol
- Malaure
- le Mozel
- le Réal
- la Prunerette
- Soulage, Soladge
- Ribeyre

Lieux-dits : 
- la Rouveyre
- Roche Maniaux, Bois du Mas, Suc du Mas, les Termonds, les Patureaux, Font de Veyre.
- Moulin des Poules,
- Crapoux, Rodier, Roche, Chalet, Chantgris, Nérany, Pous Vieille, Frissonnet, Rodier, Courtillat, Combelibaud, Litignat, Charmensat, Fontobine, Ladry, Malanran, Gouté, Bacou, Malcote, Usson, Tombat, Chadaix,
- La Roche du Diable, les Cotes, le Sarrérin, la Garde Montavary, le Mazelet, les Sagnes, Au Coin, les Pieds Mont, le Parcheroux, le Suc de la Guelle, Pain Béni, le Chalaillé, les Pichets, la Garde, le Sarret, la Champ, la Minauve, le Menard, le Ransoux, la Garde, la Longue Sagne, le Quintal, le Colombier, les Favatoux, le Suc du Cerisier, la Bessette, la Rente, Aux Sangliers, le Soleil, la Bellette, Suc du Mas, le Pican, les Pradets, le Terrail, le Planas, le Fonzeau, la Combe, Pay Blanc, les Plots, la Pale, le Garzet, le Mozelzet, Église ruinée, Saint Martin, la Bugère, Lafont de Chien, les Plats, les Narces, les Fontettes, le Clouvet, Bois Dulas, la Garnasse d'Ensemble, la Cayre, la Vaisse, la Grange, le Versadis, les Charreaux, les Bartilles, la Cale, les Boulhats, le Fougaut, le Diablar, le Brichou . (à vérifier)
- Bois de Lafont De Verre,
- Pont Didier.Mairie

| Valz-sous-Châteauneuf    |                           | Peslières                 |
| Saint-Jean-Saint-Gervais | Saint-Martin-d'Olières    | Fayet-Ronaye              |
| Auzon Haute-Loire        | Saint-Hilaire Haute-Loire | Chassignolles Haute-Loire |

### Climat
Pour des articles plus généraux, voir Climat d'Auvergne-Rhône-Alpes et Climat du Puy-de-Dôme.
En 2010, le climat de la commune est de type climat des marges montargnardes, selon une étude du Centre national de la recherche scientifique s'appuyant sur une série de données couvrant la période 1971-2000. En 2020, Météo-France publie une typologie des climats de la France métropolitaine dans laquelle la commune est exposée à un climat de montagne ou de marges de montagne et est dans la région climatique  Nord-est du Massif Central, caractérisée par une pluviométrie annuelle de 800 à 1 200 mm, bien répartie dans l’année. 
Pour la période 1971-2000, la température annuelle moyenne est de 9,3 °C, avec une amplitude thermique annuelle de 16,4 °C. Le cumul annuel moyen de précipitations est de 810 mm, avec 9,6 jours de précipitations en janvier et 7,6 jours en juillet. Pour la période 1991-2020, la température moyenne annuelle observée sur la station météorologique de Météo-France la plus proche, « Saint-Germain-L Herm », sur la commune de Saint-Germain-l'Herm à 8 km à vol d'oiseau, est de 8,0 °C et le cumul annuel moyen de précipitations est de 1 067,3 mm,. Pour l'avenir, les paramètres climatiques de la commune estimés pour 2050 selon différents scénarios d'émission de gaz à effet de serre sont consultables sur un site dédié publié par Météo-France en novembre 2022.

## Urbanisme

### Typologie
Au 1er janvier 2024, Saint-Martin-d'Ollières est catégorisée commune rurale à habitat très dispersé, selon la nouvelle grille communale de densité à sept niveaux définie par l'Insee en 2022.
Elle est située hors unité urbaine. Par ailleurs la commune fait partie de l'aire d'attraction de Brioude, dont elle est une commune de la couronne,. Cette aire, qui regroupe 39 communes, est catégorisée dans les aires de moins de 50 000 habitants,.

### Occupation des sols
L'occupation des sols de la commune, telle qu'elle ressort de la base de données européenne d’occupation biophysique des sols Corine Land Cover (CLC), est marquée par l'importance des forêts et milieux semi-naturels (70,3 % en 2018), une proportion identique à celle de 1990 (70,3 %). La répartition détaillée en 2018 est la suivante : 
forêts (70,3 %), prairies (24,9 %), terres arables (4,9 %). L'évolution de l’occupation des sols de la commune et de ses infrastructures peut être observée sur les différentes représentations cartographiques du territoire : la carte de Cassini (XVIIIe siècle), la carte d'état-major (1820-1866) et les cartes ou photos aériennes de l'IGN pour la période actuelle (1950 à aujourd'hui).

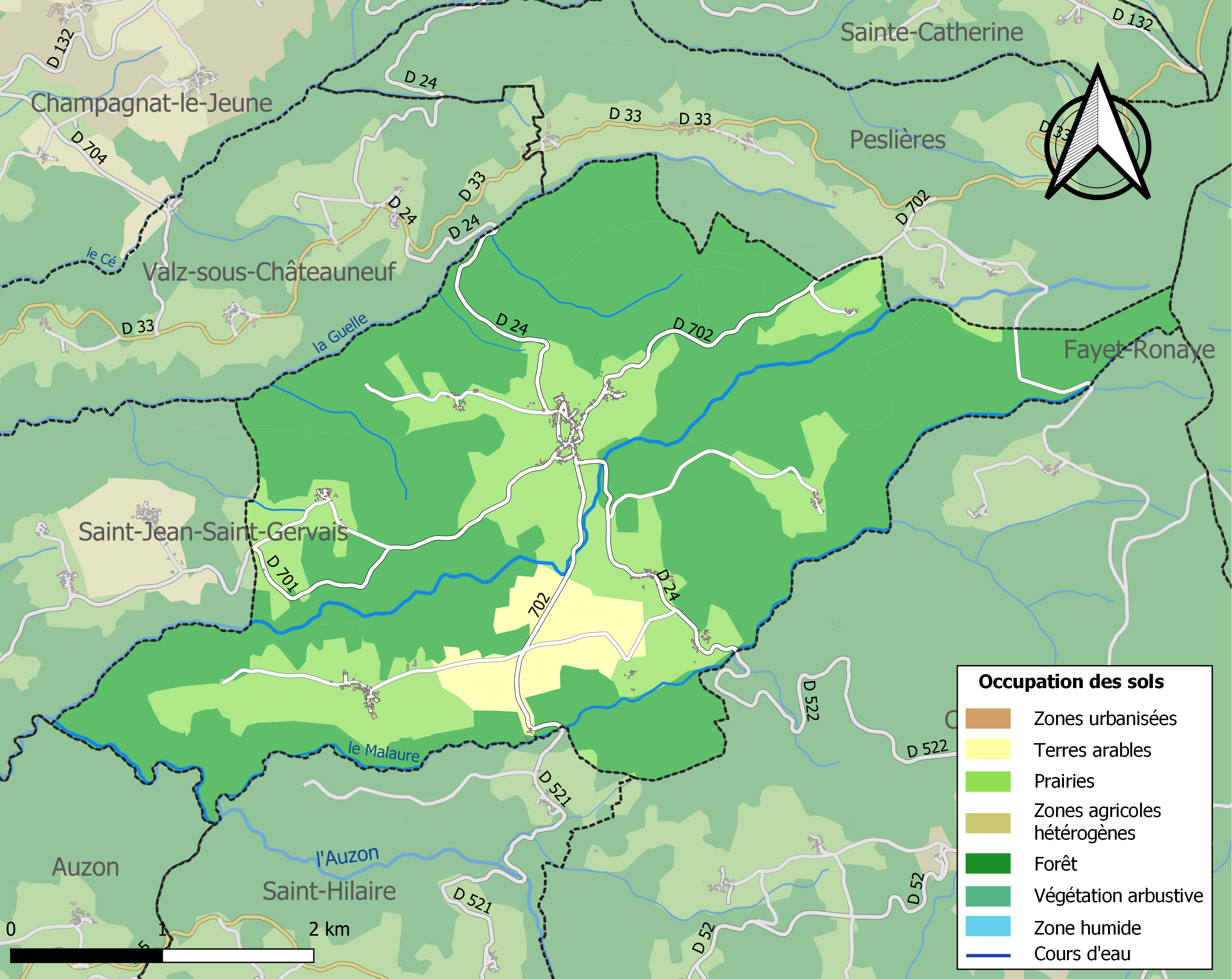
Carte des infrastructures et de l'occupation des sols de la commune en 2018 (CLC).

## Histoire
Saint-Martin-d'Ollières est à la frontière du Livradois et du Brivadois, à cheval sur deux seigneuries. La paroisse dépendra de l'Abbaye de la Chaise-Dieu, puis du diocèse de Saint-Flour, puis de Clermont.

### Pourquoi ce double nom: Saint-Martin et Ollières?
La première église fut construite  à côté du village de Soulages et elle se nomma Saint-Martin, soit en hommage au saint soit par déformation du nom du lieu qui aurait pu être « la saigne de Martin » (source : Roger Richard).
En parallèle sans doute d'autres défricheurs se sont installés dans un autre village - Ollières -, situé à sept kilomètres. Ce mot « ollières » peut signifier que l'on y faisait de la poterie (une « ollière » était une exploitation de terre à oules (les poteries de ménage)).
Si l'église fut bâtie à côté de Soulages et non à Ollières, il semblerait que la peste ait complètement vidé le village de ses habitants, qui se seraient alors installés à Ollières, où ils établirent un nouveau cimetière, dit « cimetière d'Ollières », en sus du « cimetière de Saint-Martin ».
Ainsi, leur ensemble auquel s'agrégèrent quelques autres villages forma la paroisse dite de Saint-Martin-d'Ollières dont le nom complet est utilisé dans un contrat passé par Bonamy, notaire, en l'an 1347.

### L'église
De 1317 au Concordat de 1802, la paroisse fut rattachée à l'évêché de Saint-Flour (créé en 1317 par Jean XXII). Avant et après, elle fait partie de l'évêché de Clermont-Ferrand.
L'abbaye de la Chaise-Dieu avait un prieuré à Saint-Germain-l'Herm dont le prieur fit une donation de terres à ceux qui défrichaient là, ce qui entraîna la création de l'église. Cela explique que les curés de Saint-Martin-d'Ollières étaient nommés par lui.
En 1664 une chapelle dédiée à saint Joseph fut construite à Ollières qui petit à petit finit par supplanter l'église et prendre sa place : les personnages importants vont peu à peu s'y faire enterrer entre ses murs et le cimetière de Saint-Martin n'est plus fréquenté que par les habitants de Soulages et en 1761, le cimetière lui-même ne reçoit plus de nouveaux habitants.
En 1820, Saint-Martin est encore debout mais dans les années 1950 seuls deux lambeaux de murs en gardent trace. Aujourd'hui plus rien n'en subsiste.
En 1827, l'église actuelle est construite, dédiée à saint Côme et saint Damien.
D'après la tradition orale ce ne serait pas sur l'emplacement de l'ancienne (qui aurait été située dans le quartier de La Farge, à côté de la place principale).

### Les seigneurs
D'après le registre paroissial de 1605, la paroisse fait partie du mandement et de la baronnie de Châteauneuf du Drac.
En 1704, un registre paroissial signale en 1698 que la famille Gueringaud habitant à Estroupiat est « coseigneur ».
Au XVIIIe siècle, la paroisse se répartit entre deux seigneurs différents : les de Lespinasse et les de Navette.

### Période contemporaine
Au cours de la période révolutionnaire de la Convention nationale (1792-1795), la commune a porté le nom d'Ollières.

## Politique et administration
| Période                                  | Période                         | Identité           | Étiquette | Qualité                |
| ---------------------------------------- | ------------------------------- | ------------------ | --------- | ---------------------- |
| Les données manquantes sont à compléter. |                                 |                    |           |                        |
| 1836                                     | 1881                            | Simon Veyret       |           | Agriculteur            |
| 1881                                     | 1884                            | François Montagnon |           | Forgeron               |
| 1884                                     | 1896                            | Jean Dumas         |           |                        |
| 1896                                     | 1900                            | Jean Clémensat     |           |                        |
| 1900                                     | 1929                            | Jean Roche         |           |                        |
| 1929                                     | 1940                            | Alfred Couvert     |           |                        |
| 1940                                     | 1945                            | Benoît Dumas       |           |                        |
| 1945                                     | 1947                            | Félix Bardy        |           |                        |
| 1947                                     | 1959                            | Edouard Marseille  |           |                        |
| 1959                                     | 1989                            | Arsène Greffet     | PS        | Menuisier              |
| 1989                                     | 2005 Démission                  | Germaine Bardy     |           | Retraitée enseignement |
| 2005                                     | En cours (au 11 septembre 2020) | Damien Gaudriault, |           | Agriculteur            |

## Population et société

### Démographie
L'évolution du nombre d'habitants est connue à travers les recensements de la population effectués dans la commune depuis 1793. Pour les communes de moins de 10 000 habitants, une enquête de recensement portant sur toute la population est réalisée tous les cinq ans, les populations de référence des années intermédiaires étant quant à elles estimées par interpolation ou extrapolation. Pour la commune, le premier recensement exhaustif entrant dans le cadre du nouveau dispositif a été réalisé en 2004.

En 2022, la commune comptait 146 habitants, en évolution de −2,67 % par rapport à 2016 (Puy-de-Dôme : +2,1 %, France hors Mayotte : +2,11 %).
| 1793 | 1800 | 1806 | 1821 | 1831 | 1836 | 1841 | 1846 | 1851 |
| ---- | ---- | ---- | ---- | ---- | ---- | ---- | ---- | ---- |
| 555  | 806  | 840  | 843  | 866  | 876  | 932  | 934  | 930  |

| 1856 | 1861 | 1866 | 1872 | 1876 | 1881 | 1886 | 1891 | 1896 |
| ---- | ---- | ---- | ---- | ---- | ---- | ---- | ---- | ---- |
| 874  | 990  | 808  | 878  | 775  | 731  | 705  | 650  | 648  |

| 1901 | 1906 | 1911 | 1921 | 1926 | 1931 | 1936 | 1946 | 1954 |
| ---- | ---- | ---- | ---- | ---- | ---- | ---- | ---- | ---- |
| 541  | 555  | 533  | 462  | 439  | 442  | 391  | 371  | 319  |

| 1962 | 1968 | 1975 | 1982 | 1990 | 1999 | 2004 | 2006 | 2009 |
| ---- | ---- | ---- | ---- | ---- | ---- | ---- | ---- | ---- |
| 293  | 260  | 202  | 174  | 169  | 160  | 154  | 147  | 143  |

| 2014 | 2019 | 2022 | - | - | - | - | - | - |
| ---- | ---- | ---- | - | - | - | - | - | - |
| 147  | 148  | 146  | - | - | - | - | - | - |

## Culture locale et patrimoine

### Lieux et monuments
Une croix de procession est inscrite dans la base de données documentaire Palissy de la direction de l'Architecture et du Patrimoine du ministère de la Culture.